# Omaloplia depilis
Omaloplia depilis är en skalbaggsart som beskrevs av Müller 1910. Omaloplia depilis ingår i släktet Omaloplia och familjen Melolonthidae. Inga underarter finns listade i Catalogue of Life.